# Меропа (дочь Энопиона)
Меропа (др.-греч. Μερόπη) — дочь Энопиона с Хиоса.
К ней сватался Орион, но неудачно, отец девушки затягивал с ответом По Гесиоду, тогда Орион изнасиловал её, за что был ослеплён. По другой версии, Меропа — жена Энопиона.